# Šelpice

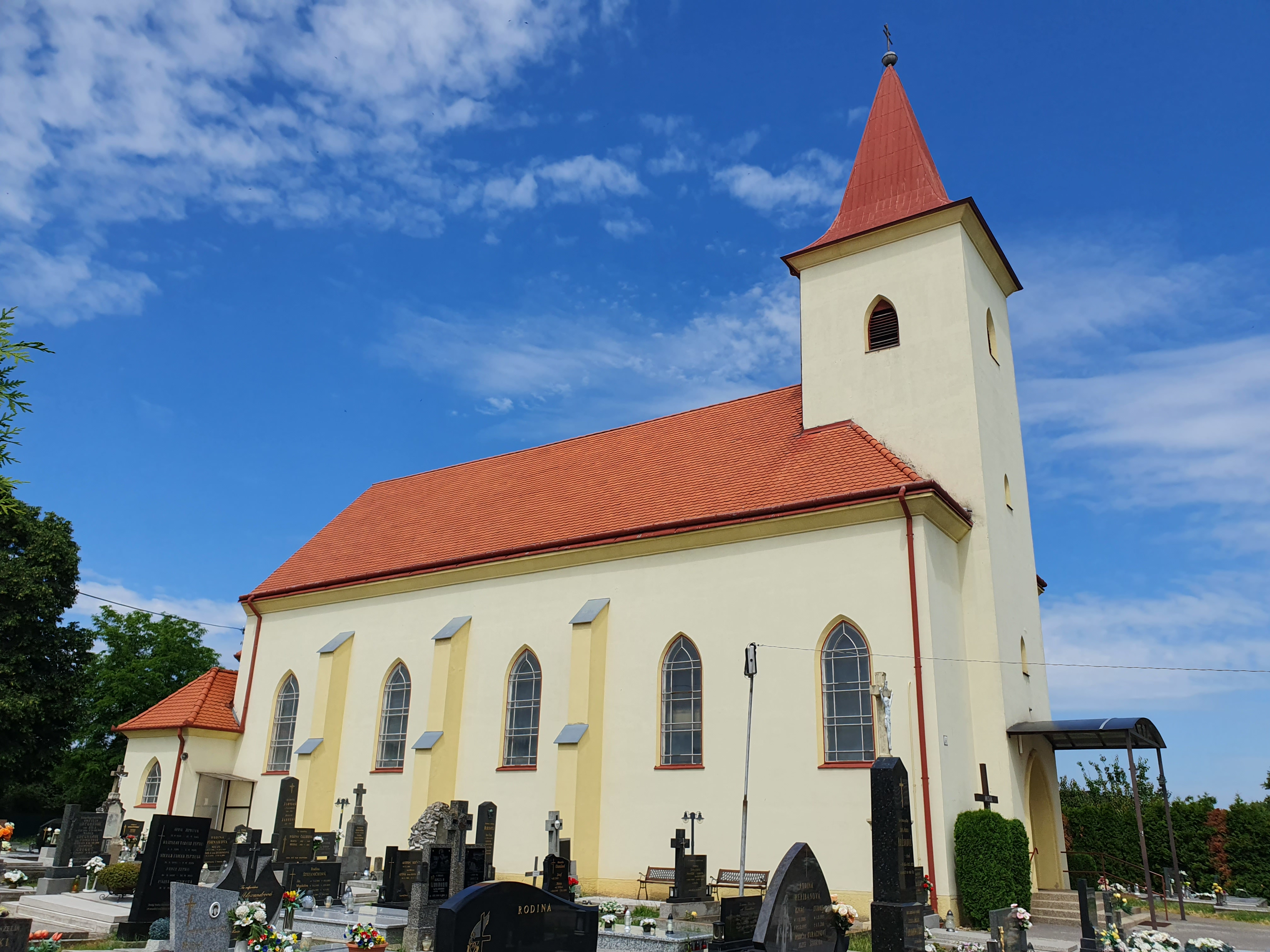
Šelpice

Šelpice (Hongaars: Selpőc) is een Slowaakse gemeente in de regio Trnava, en maakt deel uit van het district Trnava.
Šelpice telt 791 inwoners.